# Стоунем (Массачусетс)
Стоунем (англ. Stoneham) — місто (англ. town) в США, в окрузі Міддлсекс штату Массачусетс. Населення — 23 244 особи (2020).

## Демографія
Згідно з переписом 2010 року, у місті мешкало 21 437 осіб у 8994 домогосподарствах у складі 5616 родин. Було 9458 помешкань
Расовий склад населення:
| - 92,2 % — білих - 3,4 % — азіатів - 1,8 % — чорних або афроамериканців - 0,1 % — корінних американців - 1,1 % — осіб інших рас |

До двох чи більше рас належало 1,3 %. Частка іспаномовних становила 3,0 % від усіх жителів.
За віковим діапазоном населення розподілялося таким чином: 19,8 % — особи молодші 18 років, 61,6 % — особи у віці 18—64 років, 18,6 % — особи у віці 65 років та старші. Медіана віку мешканця становила 44,3 року. На 100 осіб жіночої статі у місті припадало 89,9 чоловіків;  на 100 жінок у віці від 18 років та старших — 86,7 чоловіків також старших 18 років.
Середній дохід на одне домашнє господарство  становив 107 055 доларів США (медіана — 90 320), а середній дохід на одну сім'ю — 132 485 доларів (медіана — 117 166). Медіана доходів становила 69 054 долари для чоловіків та 61 871 долар для жінок. За межею бідності перебувало 4,3 % осіб, у тому числі 3,5 % дітей у віці до 18 років та 7,6 % осіб у віці 65 років та старших.
Цивільне працевлаштоване населення становило 12 425 осіб. Основні галузі зайнятості: освіта, охорона здоров'я та соціальна допомога — 25,6 %, науковці, спеціалісти, менеджери — 15,8 %, роздрібна торгівля — 10,0 %, фінанси, страхування та нерухомість — 9,2 %.